# Башкирский этикет
Башкирский этикет — привычные стереотипы межличностных отношений башкирского народа, большей частью принявшие форму обычаев.
Башкирский этноэтикет сложился под влиянием материальных условий жизни и духовной культуры башкирского народа и испытывал влияние взаимоотношений с другими народами.
В XIX веке Л. Фон-Берхгольц определил характерные психологические черты башкир так «Они довольно вспыльчивы, но не злы…» Башкир «любит, чтобы на него обратили внимание , похвалили бы его или его лошадь, его удальство, ловкость. Башкир крайне самолюбив, обидчив невниманием к нему, а тем паче высказанным неуважением…». Эти отдельные черты, а также такие как внушаемость и возбудимость, прямолинейность, терпимость к поступкам других, снисходительность бытуют в настоящее время.

## Характеристики
Определяющим понятием башкирского этноэтикета является «тыйна’клы’к» — вежливость. Слово «тыйна’клы’к» имеет много значений: и скромность, сдержанность, опрятность и аккуратность одежды, соответствующая походка (не слишком быстрая и не слишком медленная); тембр, громкость голоса; поза сидящего человека и др.
Особенность башкирского этикета является то, что при общении учитывается возраст человека. При этом башкирский этикет требует уважения к старшим людям.
В этноэтикете башкир много норм, касающихся семейно-брачных отношений-взаимоотношения родителей и детей, мужа и жены, отношение к детям, гостям. Нормы поведения выражались в виде запретов, нарушение которых считалось наказуемым свыше. По этикету, супруги при старших или посторонних людях не переговаривались друг с другом, не называли друг друга по имени, особенно по имени женщину. При этом использовали слова «áå88åêå» (наш), «àòà3û» (отец) — после рождения первенца, «õóæàì» (мой хозяин), «áàáàé» (старик) — в основном пожилые женщины.
Осуждалось проявление эмоций на людях. Жена не должна была прилюдно ругать или укорять мужа, принижать его достоинства. Женщине запрещалось переходить дорогу мужчине, даже ребёнку и ходить с непокрытой головой. Мужчины выказывали уважение к женщинам и не должны были ссориться или ругаться.
Нормы башкирского этикета касались и свадебных ритуалов (приход невесты в дом жениха, перешагивание через порог, одаривание, умилостивлением духов и хозяев этих мес, смена девичьего головного убор на женский, завязывание пояса и др.).
C религиозными традициями связаны запреты к употреблению в пищу мяса свиней, хищных животных и птиц (мясо сокола, коршуна или удода), мясо змей и лягушек, лебедей и журавлей, рыб без чешуи. Запрещается есть щитовидные железы, спинной мозг, селезёнку животного.
Правила застольного этикета башкир предписывают оказывать уважение гостю, описывают нормы употребления пищи определённой рукой, в определённом количестве, кто первым прикасается к еде и как правильно заканчивать приём пищи.